# Aliá da Juventude

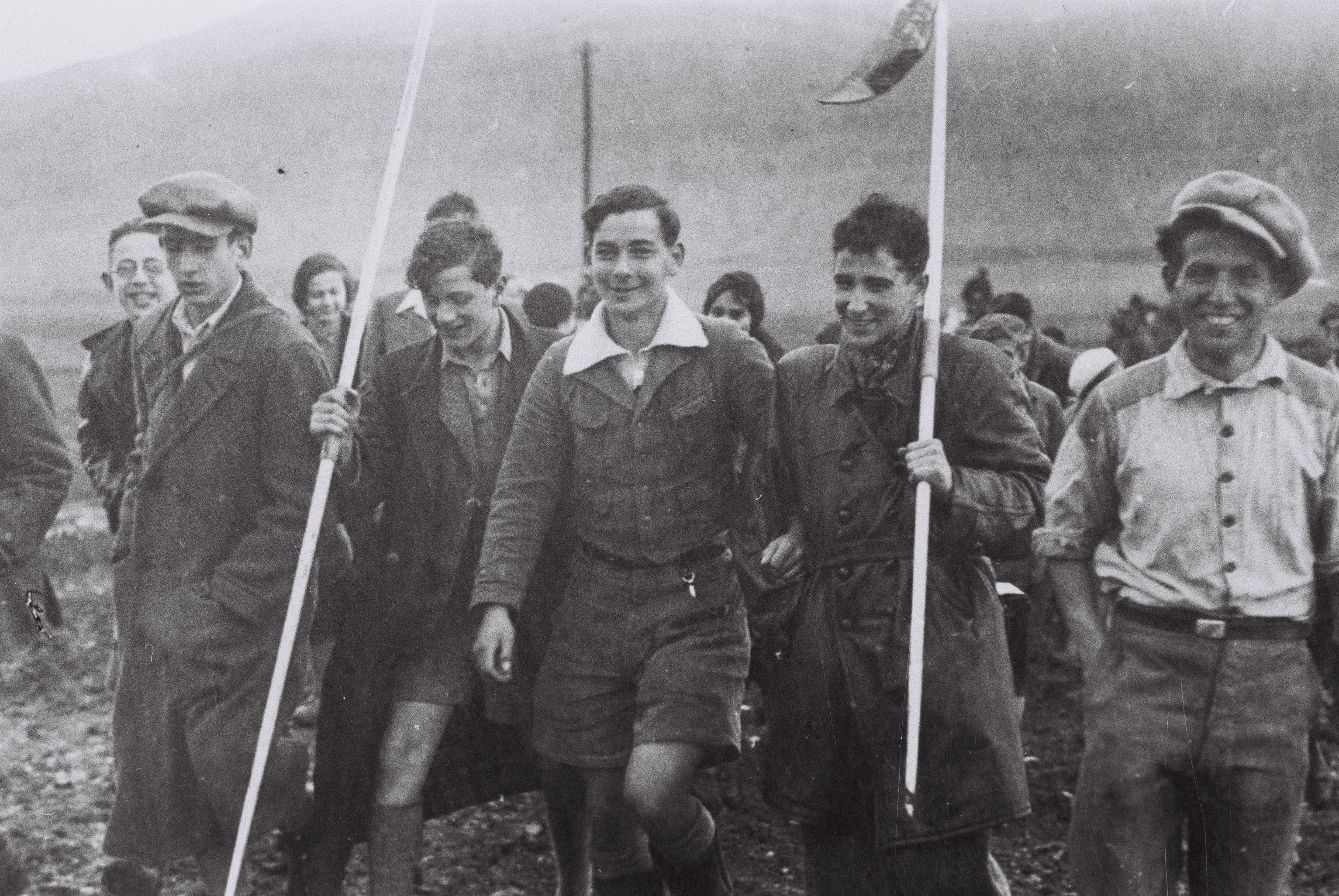
O primeiro grupo alemão de jovens-Aliyah caminhando em direção ao Kibutz Ein Harod

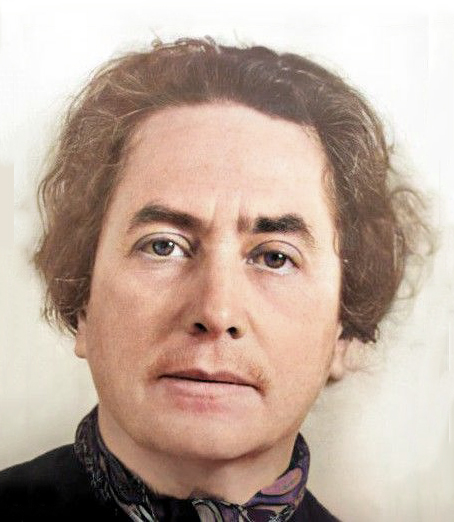
Recha Freier, fundadora da Aliá da Juventude (~1964)

Aliá da Juventude (hebraico: עלית הנוער, Aliyat Hano'ar; língua inglesa: Youth Aliyah) é uma organização judaica que resgatou milhares de crianças judias dos nazistas durante o Terceiro Reich. A Aliá da Juventude providenciou seu reassentamento na Palestina em kibutzim e em vilas juvenis que se tornaram lar e escola.

## História
Recha Freier, esposa de um rabino, fundou a Aliá da Juventude em Berlim em uma segunda-feira, 30 de janeiro de 1933, o mesmo dia em que Adolf Hitler assumiu o poder em seu país. A organização foi fundada como um programa de treinamento de estudo e trabalho, mas se tornou um meio de salvar crianças judias do crescente regime nazista. A ideia foi apoiada pela Organização Sionista Mundial. Freier supervisionava as atividades da organização na Alemanha e Henrietta Szold em Jerusalém, após inicialmente se opor à iniciativa de Freier.
Szold estava cética quanto aos méritos da proposta de Freier porque, como responsável pelos serviços sociais da Agência Judaica para toda a Palestina, ela estava extremamente pressionada por fundos e relutante em assumir um novo programa não testado para crianças judias alemãs. Então Recha Freier abordou o Dr. Siegfried Lehman, fundador e diretor da Vila Juvenil Ben Shemen. Ele concordou em aceitar 12 crianças. Henrietta Szold foi informada e mudou de ideia, concordando em organizar e liderar o esforço.
Nessa época, Tamar de Sola Pool, ex-presidente nacional da Hadassah, e seu marido tinham acabado de visitar a Palestina e estavam prestes a retornar aos EUA. Szold a conheceu e explicou a decisão de iniciar o grande esforço da Aliá da Juventude e pediu que Tamar de Sola Pool deveria convencer a Hadassah a aceitá-lo como um projeto importante. Ela se convenceu e, depois de convencer a Hadassah, ligou para o ator e comediante Eddie Cantor, que lhe deu um cheque de US$ 25.000 para iniciar o programa. A Hadassah continua sendo a principal organização de apoio da Aliá da Juventude até os dias atuais.
Com a ascensão de Hitler ao poder, as Leis Raciais de Nuremberg foram promulgadas em 1935 e, em 31 de março de 1936, as escolas primárias alemãs foram fechadas para crianças judias. Szold coordenou um apelo às comunidades judaicas em todo o mundo em conjunto com a Agência Judaica . 
Após um breve período de treinamento na Alemanha, as crianças da Aliá Jovem foram colocadas em kibutzim por dois anos para aprender agricultura e hebraico. O kibutz Ein Harod no Vale de Jizreel foi um dos primeiros assentamentos cooperativos a acolher tais grupos. Muitas crianças achavam difícil se separar de suas famílias e muitas vezes percebiam as razões para a sua viagem e sabiam que não retornariam à Europa. Os pais sofreram com a decisão de enviar seus filhos para a Palestina e esperavam se juntar a eles mais tarde, mas muitos foram assassinados no Holocausto. A Aliá da Juventude tinha um sistema de quotas que exigia que pelo menos 60% das crianças fossem rapazes, a fim de garantir que um número substancial pudesse trabalhar nas fazendas.
Pouco antes da eclosão da Segunda Guerra Mundial, quando os certificados de imigração para a Palestina se tornaram mais difíceis de se obter, os ativistas da Aliá da Juventude em Londres criaram uma solução provisória pela qual grupos de jovens receberiam treinamento pioneiro em países fora do Terceiro Reich até que pudessem imigrar para a Palestina. A imigração judaica facilitada pelo Reino Unido tornou-se cada vez mais difícil e complicada à medida em que a guerra ítalo-abissínia afetava o relacionamento da Grã-Bretanha com a Palestina. A partir de 1936, para apaziguar os árabes que eram contra a imigração judaica, a Grã-Bretanha reduziu significativamente o número de imigrantes através do programa e, como resultado, transferiu a imigração internamente para o Reino Unido. Cerca de 10.000 crianças migraram para a Grã-Bretanha sob os auspícios do programa Kindertransport, algumas delas com a intenção de chegar posteriormente à Palestina pela Aliá da Juventude. Depois dessa política britânica ter sido formulada em novembro de 1938, foi facilitada não apenas a fixação de milhares de crianças judias no Reino Unido de forma permanente, como também a permanência temporária de 3.400 crianças a caminho da Palestina.  À medida em que a guerra se espalhava pela Europa, o programa se expandia para salvar crianças de países ocupados, como a Iugoslávia.
A Grã-Bretanha continuaria permitindo que a política externa afetasse seu apoio ao programa da Aliá da Juventude, o que fez com que a organização salvasse menos crianças da tirania e da violência nazista. Em 1938, o governo britânico retirou seu apoio anterior à Declaração Balfour, limitando seu compromisso de criar uma pátria judaica. À medida em que o antissemitismo violento se espalhava pela Europa, a Grã-Bretanha tentou transferir 5.000 crianças da Alemanha para a Palestina. Em 1939, apenas 240 crianças foram transferidas. Os certificados de imigração fornecidos ao programa da Aliá da Juventude tornaram-se cada vez mais difíceis de obter, pois a Grã-Bretanha não oferecia apoio total. Sua política externa cínica atrasou o programa e não conseguiu salvar milhares de crianças do regime nazista.
Apesar do declínio do apoio britânico, a Aliá da Juventude obteve um sucesso modesto. Cerca de 5.600 crianças imigraram para a Palestina por meio do programa. A maioria das crianças veio da Alemanha e da Áustria. Apenas 139 crianças judias emigraram da Polônia através do programa, um número devastadoramente baixo, considerando as centenas de milhares de crianças que foram deixadas para trás e eventualmente exterminadas.
Freier enfrentou oposição significativa da comunidade judaica na Alemanha, que continuou a acreditar que apaziguamento e acomodação eram o melhor caminho para os judeus alemães. Em 1938, ela foi expulsa do conselho da organização que havia fundado, o Comitê de Apoio à Juventude Judaica, por causa do uso controverso de métodos ilegais. Em 1940, ela foi denunciada por colegas por agitação antinazista, mas foi avisada a tempo e conseguiu fugir para a Palestina, levando 40 adolescentes com ela.
Após a Segunda Guerra Mundial e o Holocausto, emissários foram enviados à Europa para localizar crianças sobreviventes em campos de refugiados. Um escritório da Aliá da Juventude foi aberto em Paris. Os lares de crianças da Europa Oriental foram transferidos para a Europa Ocidental, com a organização a acreditar (corretamente) que a imigração de países comunistas se tornaria difícil mais tarde. 
No total, 5.000 adolescentes foram levados para a Palestina antes da Segunda Guerra Mundial e educados em internatos da Aliá da Juventude. Outros foram contrabandeados para fora da Europa ocupada nos primeiros anos da guerra, alguns para a Palestina, outros para o Reino Unido e outros países. Após a guerra, mais 15.000, a maioria sobreviventes do Holocausto, foram levados para a Palestina.
Posteriormente, a Aliá da Juventude se tornou um departamento da Agência Judaica. Ao longo dos anos, a organização trouxe para Israel jovens do Norte da África, da Europa Central e Oriental, da América Latina, da União Soviética e da Etiópia.

## Atualmente
A Aliá da Juventude Resgate Infantil continua desempenhando um importante papel na absorção de jovens recém-chegados a Israel, especialmente da antiga União Soviética e da África. Além disso, a organização oferece uma segunda chance aos jovens israelenses considerados em situação risco pelas autoridades de assistência à infância.
As crianças sob os cuidados da Aliá da Juventude são alojadas em cinco vilas residenciais para jovens em Israel. As vilas incluem escolas, dormitórios, clubes e playgrounds, e oferecem apoio emocional, educação, treinamento e desenvolvimento e atividades extracurriculares. Mais de duas mil crianças encontraram um lar e uma vida nova e mais significativa por meio da organização.
As crianças têm origem em contextos bem diversos e muitas vezes chegam com sérias dificuldades emocionais, psicológicas e comportamentais. Muitos vêm de famílias desfavorecidas, de baixa renda ou disfuncionais, predominantemente de famílias monoparentais. Elas são frequentemente expostas a fatores de risco em decorrência de pobreza, negligência, violência doméstica, abuso sexual, abuso de drogas ou álcool, doença mental, falta de moradia ou comportamento delinquente. Outras sofrem de câncer e precisam de cuidados temporários, enquanto algumas vêm de famílias que foram vítimas do terrorismo.
A vila juvenil de Alonei Yitzhak foi fundada em 1948. Ela abriga 400 jovens e enfatiza música, teatro e dança. Em Neve Hadassah, perto de Netanya, são 310 jovens. Talpiot, em Hadera, abriga 200 jovens. Torah o'Mikzoah, ao sul de Hadera, atende especificamente a adolescentes religiosos que não conseguem se adaptar ao ambiente de uma yeshiva do ensino médio. Além do ensino da Torá, oferece treinamento vocacional em mecânica e engenharia de motores. Yemin Orde, perto de Haifa, abriga 500 jovens. Recebeu duas vezes o Prêmio Presidencial de Excelência em Educação. Durante os meses de verão, oferece programas de extensão. Em 2011, suas instalações foram destruídas por um incêndio florestal e passou por uma reconstrução.

## Prêmios e reconhecimento
Em 1958, a Aliá da Juventude recebeu o Prêmio Israel por sua contribuição à educação, sendo o primeiro ano em que o prêmio foi concedido a uma organização.

## Diretores
Os diretores da Aliá da Juventude após o estabelecimento do Estado de Israel incluem Moshe Kol, Meir Gottesmann (1978–1984), Uri Gordon e Eli Amir .